# Strzegowo (województwo mazowieckie)

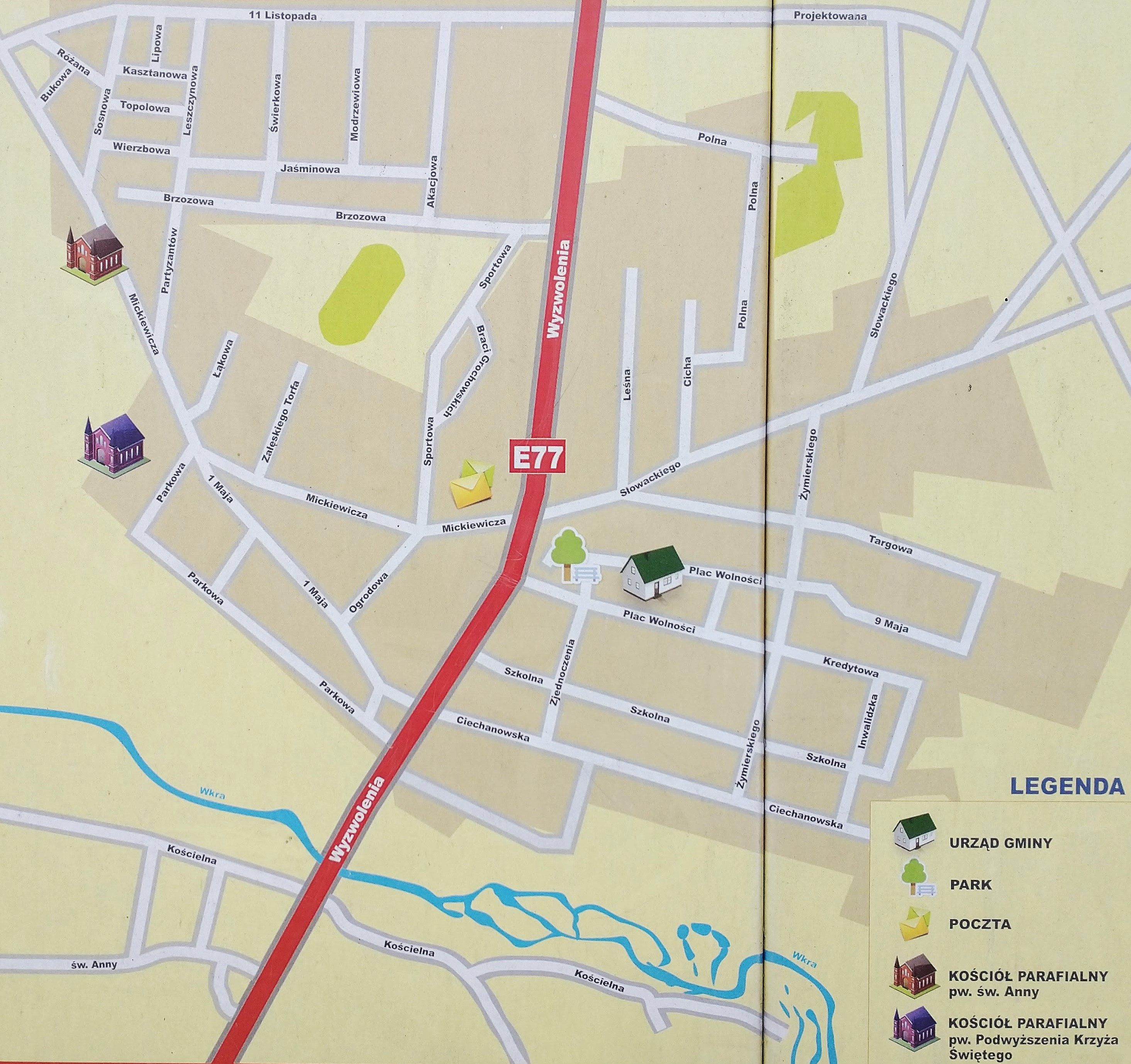
Plan wsi

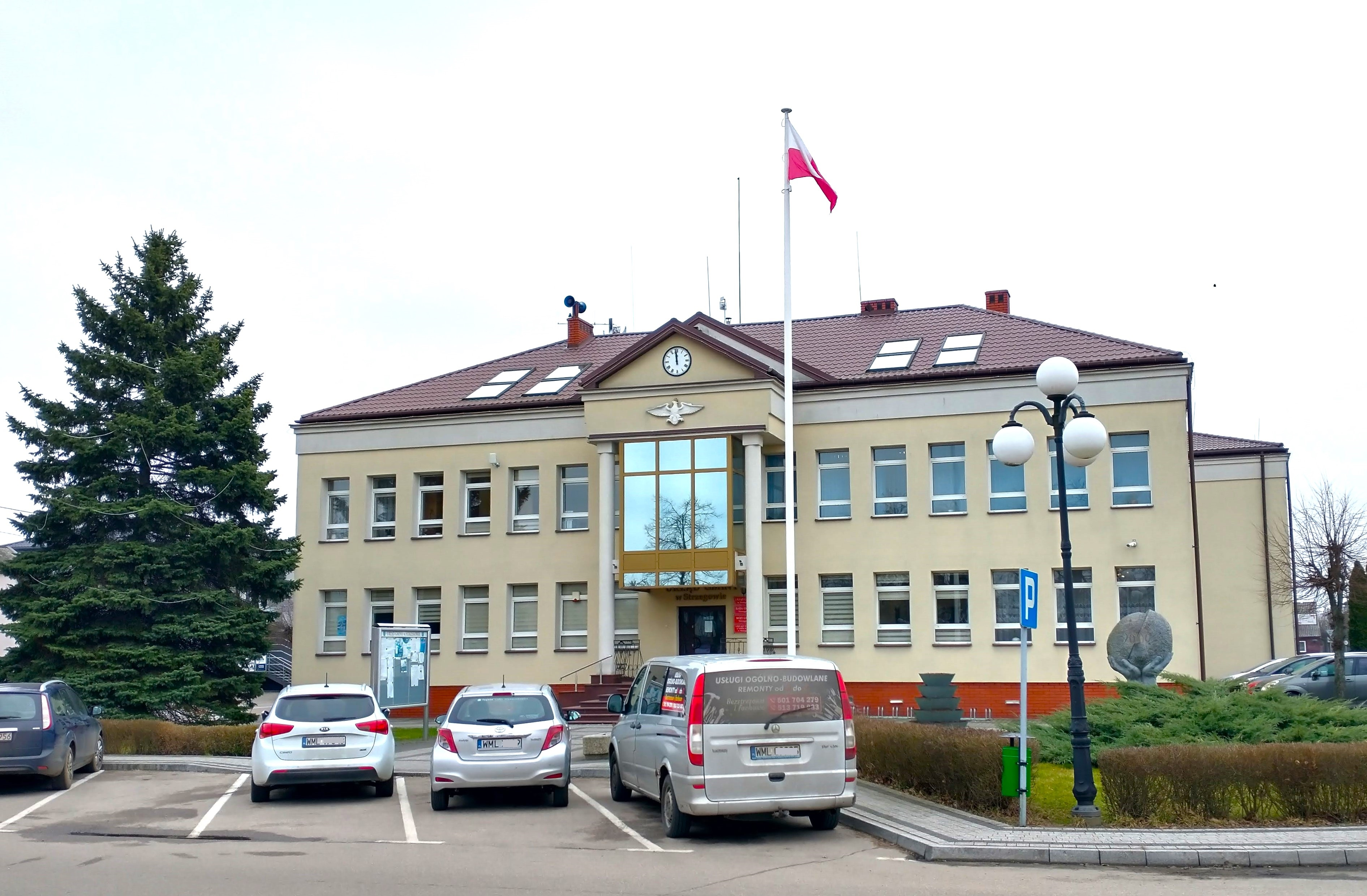
Urząd Gminy

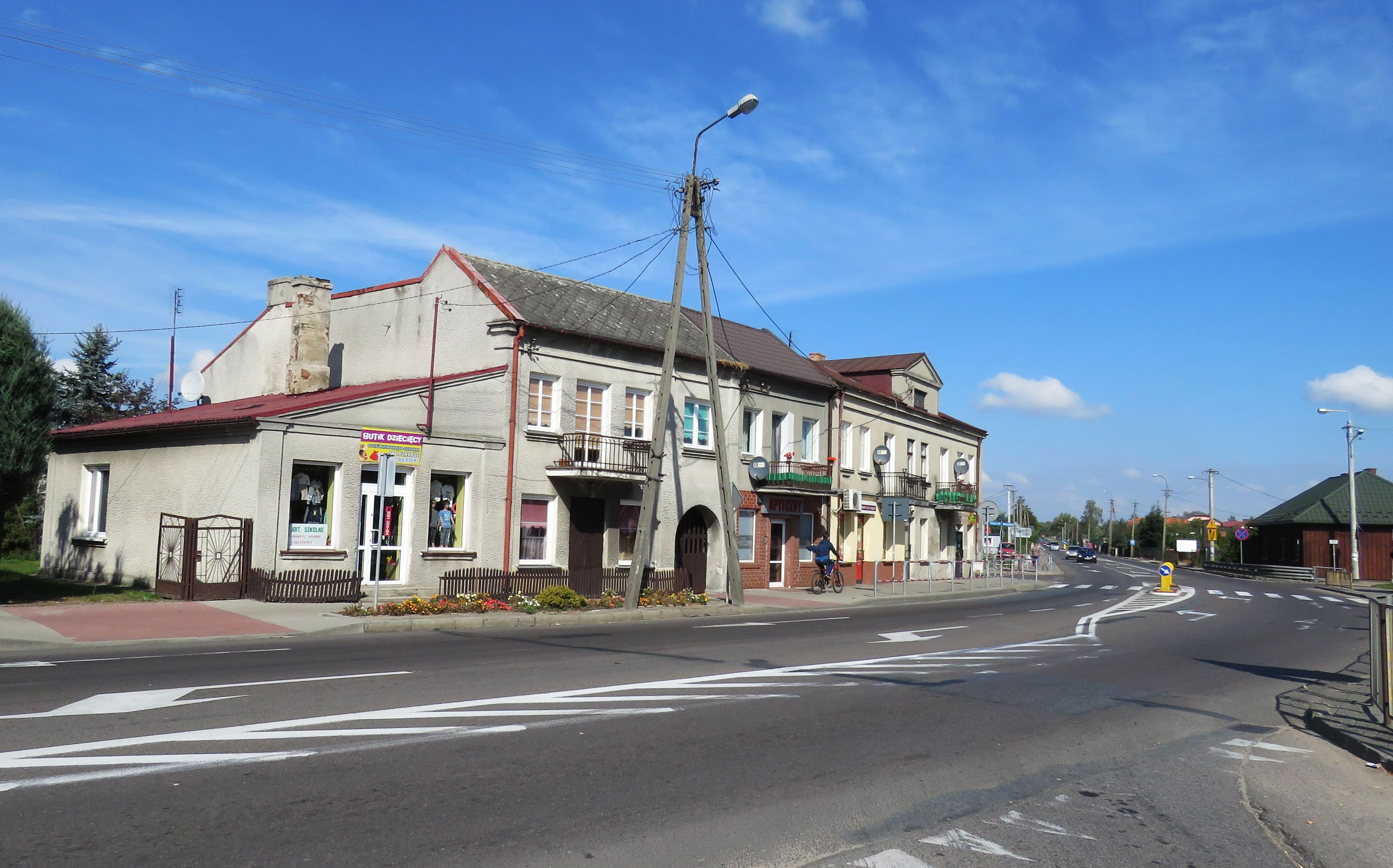
Zabudowa w centrum

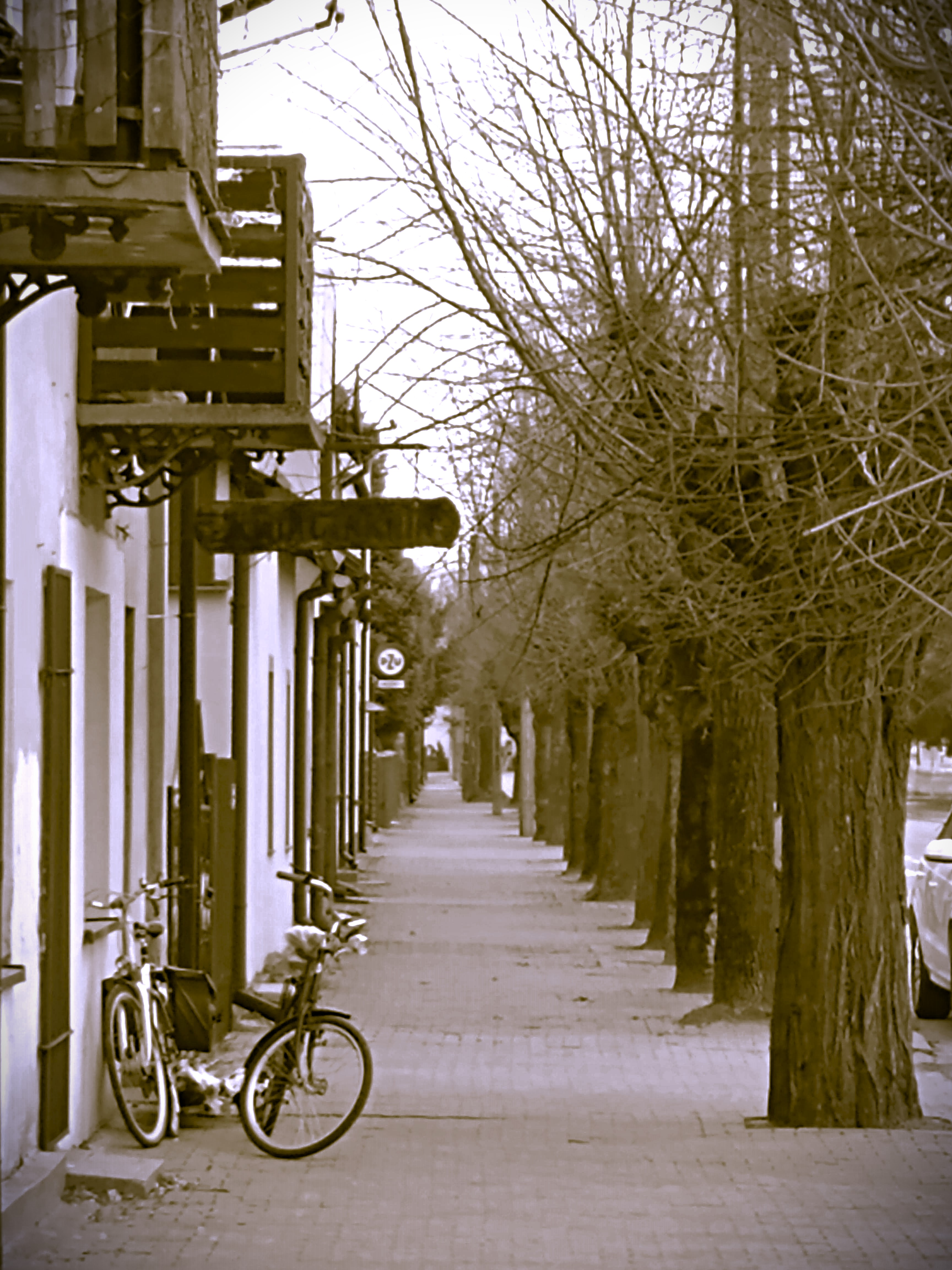
Fragment miejscowości

Strzegowo (do 31 grudnia 1997 Strzegowo-Osada) – wieś sołecka w Polsce położona w województwie mazowieckim, w powiecie mławskim, w gminie Strzegowo. Leży nad Wkrą, przy drodze wojewódzkiej nr .
| SIMC    | Nazwa       | Rodzaj     |
| ------- | ----------- | ---------- |
| 0126712 | Huta Emilia | przysiółek |
| 0127108 | Tuchowo     | przysiółek |

Miejscowość jest siedzibą rzymskokatolickiej parafii św. Anny, należącej do dekanatu strzegowskiego.
Do 1954 siedziba wiejskiej gminy Unierzyż. W latach 1975–1998 miejscowość położona była w województwie ciechanowskim.
Jest siedzibą urzędu gminy Strzegowo o charakterze rolniczym, z dotychczas jeszcze skromną, lecz obiecująco rozwijającą się bazą agroturystyczną w okolicznych miejscowościach. We wsi tej, jest czynny dwugwiazdkowy hotel dysponujący 30 miejscami noclegowymi, w 15 pokojach. Funkcjonuje także kilka niewielkich przedsiębiorstw. Gmina Strzegowo posiada oczyszczalnię ścieków i nowe wysypisko odpadów oraz dobrze rozwiniętą infrastrukturę społeczną i oświatową. Oprócz szkoły podstawowej i gimnazjum jest tam również liceum ogólnokształcące. Gminny ośrodek kultury (GOK) oferuje dla dzieci i młodzieży zajęcia w sekcjach: plastycznej, tanecznej, komputerowej, strzeleckiej, sportowej (koszykówka i tenis stołowy) oraz nauki gry na syntetyzatorze. Dla wszystkich chętnych GOK oferuje: lokalne koncerty i imprezy, występy teatrzyku dziecięcego, chóru młodzieżowego, orkiestry dętej, młodzieżowego zespołu muzycznego. Gminna biblioteka posiada księgozbiór liczący ponad 26 000 woluminów. Prężnie działają instytucje opieki zdrowotnej oraz organizacje sportowe i kulturalne. Jest także całkiem bogata i świetnie zaopatrzona sieć różnych sklepów. Dla sympatyków sportu stoją do dyspozycji: boisko piłkarskie, sala gimnastyczna, stadion, strzelnica, kąpielisko sezonowe, bilard, a dla dzieci ogólnodostępny plac zabaw.

## Historia
Pierwsza wzmianka o Strzegowie pochodzi z 1349. Dokument dotyczy odgraniczenia przez księcia płockiego Bolesława III dóbr uprawnych jego matki, księżnej Elżbiety. Wymienia on dziesięć miejscowości należących do kasztelanii wyszogrodzkiej, a wśród nich Strzegowo. Wchodziło ono w skład powiatu szreńskiego, na pograniczu ziemi płockiej i zawkrzeńskiej (Zawkrze), których naturalną granicę stanowiła rzeka Wkra. W wieku XV należało do Stanisława ze Strzegowa Sędziego Ziemi Zawkrzeńskiej. Natomiast pierwsza wzmianka na temat dóbr Strzegowa pochodzi z 1532 roku, kiedy to za sprawą biskupa płockiego Stanisława ustanowiona została parafia Strzegowo. Dokument znajdujący się w archiwum Konsystorza Płockiego stwierdza, że biskup Stanisław był ówczesnym właścicielem dóbr Strzegowo i Mdzewo. Następna informacja na temat właścicieli ww. dóbr pochodzi z 1686 roku. Ówczesny ich właściciel Piotr Mdzewski dokonał zapisu sumy trzech tysięcy złotych dla Konwentu Księży Dominikanów w Płocku. Kolejnymi właścicielami byli m.in.: ksiądz Stefan Antoni Mdzewski, Wojciech Rościszewski, Eleonora i Karol Mdzewscy i Józef Mdzewski, zmarły bezpotomnie, po którym w 1816 roku odziedziczyła Ludwika z Mdzewskich Sokołowska, siostra poprzedniego właściciela.
W 2019 roku rozważano nadanie praw miejskich miejscowości, gdyż spełniała ona wszystkie warunki. Zrezygnowano z tych planów, ze względu na duży sprzeciw mieszkańców.

## Zabytki

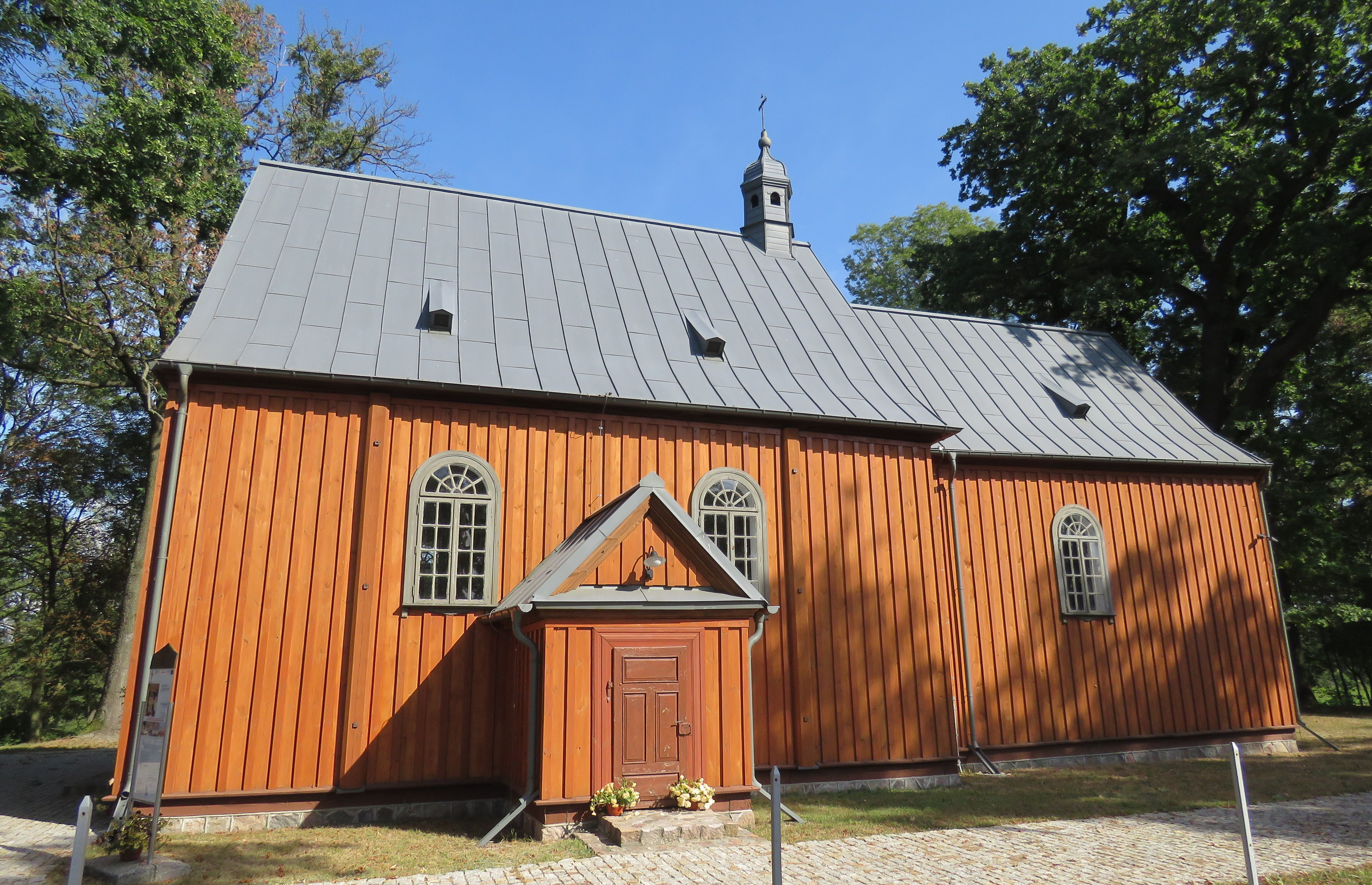
Kościół pw. św. Anny (2016)

Wśród zachowanych zabytków na uwagę zasługuje stary, drewniany kościół pw. św. Anny na prawym, urwistym brzegu Wkry, zbudowany w 1756 r. Kościół posiada konstrukcję zrębową, wewnątrz wzmocniony liścicami, oszalowany, na podmurówce z kamieni polnych. Nawa prostokątna, prezbiterium węższe z zakrystią wydzieloną w trójbocznym zamknięciu. Od południa przy nawie i od północy przy prezbiterium znajdują się kruchty. Ołtarz główny z XVIII wieku (odnowiony w 1959 roku) o czterech kolumnach oplecionych winoroślą. Cokół ołtarza rokokowy. Obok kościoła drewniana, jednokondygnacyjna dzwonnica z XIX wieku, na rzucie kwadratu, konstrukcji słupowej, oszalowana i olistwowana. Przy kościele rosną dwa duże i bardzo stare dęby. Legenda głosi, że posadził je w czasie odpoczynku, polujący w tych stronach, król Kazimierz Wielki. W niewielkiej odległości od ww. kościoła znajduje się cmentarz grzebalny, a na nim m.in. odnowione kwatery: ułanów polskich, poległych w sierpniu 1920 r. w walce z Bolszewikami oraz żołnierzy poległych w walce z Niemcami we wrześniu 1939 r. Obecnie stary kościół pełni funkcję kaplicy przedpogrzebowej. Funkcje duszpasterskie przejął natomiast nowy, niedawno wybudowany murowany kościół, na lewym brzegu rzeki.

## Społeczność żydowska
W okresie przed II wojną światową w Strzegowie mieszkało wielu Żydów, zajmujących się głównie handlem i rzemiosłem. Stanowili oni ponad 30% z niespełna 2 tys. mieszkańców tej osady. W osadzie była czynna, drewniana synagoga oraz żydowski cmentarz. W czasie wojny niemieccy okupanci dokonali niemalże całkowitej eksterminacji strzegowskich Żydów, stworzyli we wsi getto w którym przebywało ok. 2000 osób, a następnie wywieźli ich do obozów zagłady. Zdewastowany został także, położony w odległości ok. 1,5 km na południe od osady, kirkut. Synagoga spłonęła już po wojnie. Po wyzwoleniu żaden z dawnych mieszkańców narodowości żydowskiej do Strzegowa nie powrócił. W 2002 r. dokonano renowacji cmentarza, będącego miejscem pochówku dawnych, żydowskich mieszkańców osady. O uroczystym otwarciu zrekonstruowanego cmentarza w kwietniu 2004 r. pisali m.in. – mieszkająca obecnie w San Francisco – Nina Youkelson, w nostalgicznym artykule „Return to Strzegowo” oraz red. K. Jakubowski w „Tygodniku Ciechanowskim”. „Tygodnik Ciechanowski” podał również, że niedługo po ww. uroczystości, dokonano profanacji odnowionego cmentarza.